# Горњи Град
Горњи Град (словен. Gornji Grad) је насеље и управно средиште истоимене општине Горњи Град, која припада Савињској регији у Словенији.
По попису становништва из 2011. године насеље Горњи Град имало је 1.048 становника.